# 庾凝绩
庾凝绩（9世纪—10世纪），五代十国时期前蜀官员。开国皇帝王建末年，任枢密使，并在继任者末代皇帝王衍在位初期继续有权。

## 背景
庾凝绩家世不详，仅知为更知名的官员、在两位皇帝年间官拜宰相的庾传素的再从弟。

## 王建年间
王建年间，庾凝绩曾任翰林学士。天汉元年（917年）七月，庾凝绩时任翰林学士承旨，司徒、判枢密院事毛文锡正要把女儿嫁给庾传素的儿子，在枢密院聚集亲族奏乐而没有预先上表说明，被当权宦官飞龙使唐文扆弹劾。八月，王建贬毛文锡，罢庾传素为工部尚书，以庾凝绩权判内枢密院事。闰十月，任庾凝绩为吏部尚书、内枢密使。光天元年（918年）五月，王建病重，他意欲以皇太子王宗衍托孤的养子马步都指挥使王宗弼指控唐文扆意欲夺权，王建贬唐文扆，招庾凝绩专管中外财赋、中书除授、诸司刑狱案牍，由宣徽南院使宦官宋光嗣专管都城及行营军旅之事。王建临终不久又任宋光嗣为内枢密使，未详庾凝绩是否解职。六月王建死后，王宗衍继位，改名王衍。王建遗诏指定宋光嗣、王宗弼及其他养子王宗瑶、王宗绾、王宗夔辅政，没有以庾凝绩辅政。

## 王衍年间
王衍继位后即杀唐文扆，宰相太傅、门下侍郎、同平章事张格也受到连累被贬维州司户，庾凝绩奏徙张格于合水镇，令茂州刺史顾承郾寻张格罪过。王衍养兄王宗侃妻张氏因和张格同姓，欲保全他，对顾母说：“警告你儿子，不要替他人报仇，他日他人将归罪于你。”顾承郾从之。庾凝绩怒，在公事中寻隙归罪顾承郾。其睚眦必报如此。
此后没有庾凝绩的记载。

## 评价
- 《十国春秋》论曰：凝绩以修却为能，度量不无少损。[1]